# Wiener Neustadt
Wiener Neustadt (pronunciat [ˈviːnɐ ˈnɔʏʃtat]) és una ciutat austríaca situada a l'estat de Baixa Àustria, al nord-est del país. Es troba a 45 quilòmetres de la capital, Viena. Té l'estatus de ciutat estatutària i és la seu de l'administració de Wiener Neustadt-Land.

## Història
L'àrea pertanyé al comtat de Pitten, que havia estat heretat pel marcgravi Ottokar III d'Estíria el 1158. Quan la dinastia dels Ottokar desaparegué amb la mort del seu fill Ottokar IV, el Ducat d'Estíria passà a pertànyer a la casa austríaca dels Babenberg, tal com s'havia acordat en el Pacte de Georgenberg. El duc Leopold V d'Àustria fundà la ciutat el 1194 i finançà la construcció d'una fortalesa a prop del límit amb Hongria amb el rescat que havia rebut per l'alliberament del rei anglès Ricard I, a qui havia capturat i tancat al castell de Dürnstein prèviament. El 1241, un petit esquadró mongol atacà Neustadt durant la invasió mongola d'Europa.
Wiener Neustadt, que significa "Nova Viena", obtingué importants privilegis perquè pogués prosperar. Continuà formant part d'Estíria, que a la batalla de Marchfeld de 1278 caigué en mans dels Habsburg i el 1379 es convertí en un ducat de l'Àustria interna. El segle xv, la ciutat experimentà un creixement de la població, a causa de la instal·lació de Frederic III i la posterior fundació de la diòcesi de Wiener Neustadt el 1469.

## Ciutats agermanades
- Desenzano del Garda,  Itàlia
- Sopron,  Hongria
- Harbin,  Xina